# 큰물떼새
큰물떼새(학명: Anarhynchus veredus, Oriental Plover)는 물떼새에 속하는 섭금류 새이다. Charadrius속은 4세기 불가타에서 언급된 노란 색을 의미하는 후기 라틴어 단어이다. 고대 그리스어 kharadrios에서 기원한다. veredus는 라틴어로 "재빠른 말"를 의미한다.

## 설명
큰물떼새는 흰죽지꼬마물떼새보다 조금 더 크며 모습은 큰왕눈물떼새를 닮았다. 부리는 긴 편이다.

## 상태
큰물떼새는 매우 넓은 곳에 분포되어 있다. 새의 개체수는 특히 유럽에서 천천히 감소하고 있으나 국제 자연 보전 연맹(IUCN)은 위협 분류에 넣을 만큼의 감소율이 큰 것은 아니기 때문에 최소관심종으로 분류하고 있다.

## 분류
기존에는 물떼새속이었나 Anarhynchus속으로 변경되었다.